# Marcelo Rossi

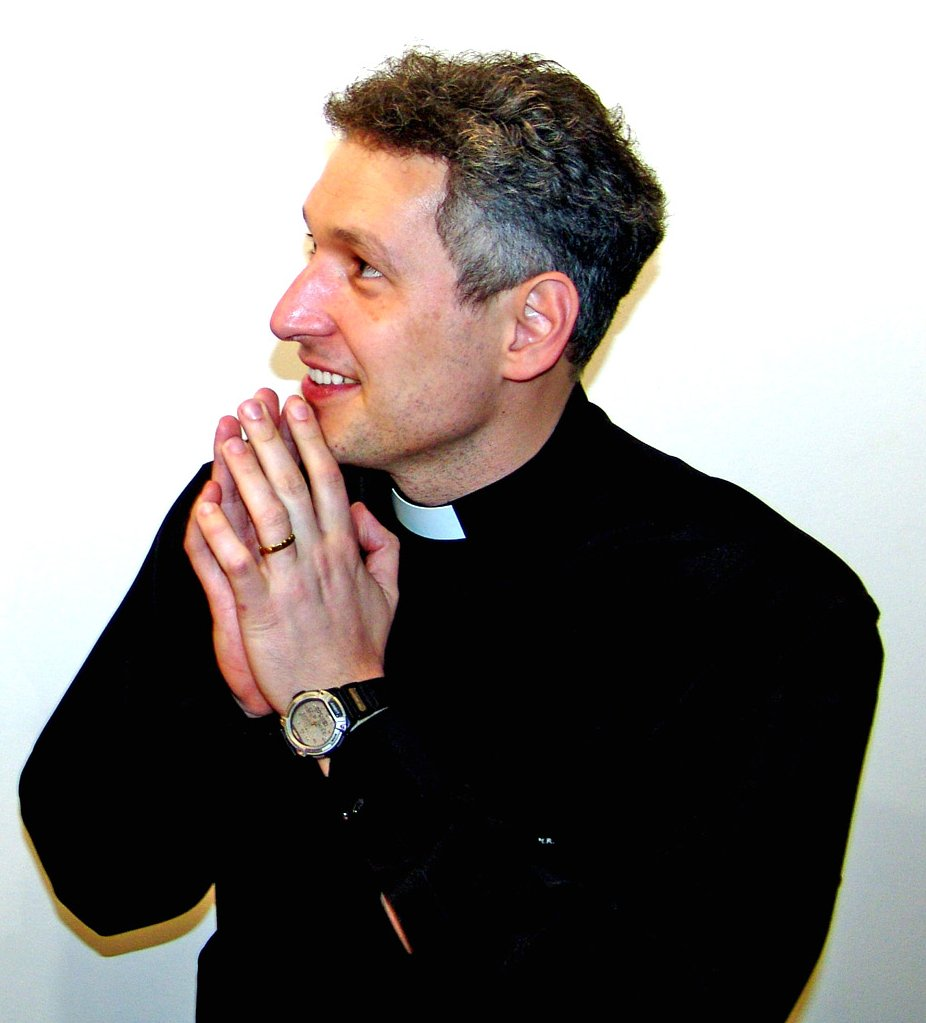
Marcelo Rossi

Marcelo Mendonça Rossi (* 20. Mai 1967 in São Paulo) ist ein Priester der römisch-katholischen Kirche Brasiliens. In seinem Heimatland ist er als charismatischer Prediger sehr erfolgreich. Mit mehreren religiösen Rundfunkprogrammen erreicht er täglich hohe Einschaltquoten.

## Leben
Marcelo Rossi ist in São Paulo aufgewachsen, hat dort studiert und leitet nun seine eigene Gemeinde. Aufgrund seiner großen Popularität wächst diese ständig. Im Oktober 2011 eröffnete er am Südrand Sao Paulos das Kirchenzentrum mit dem größten katholischen Kirchenbau Lateinamerikas. Es fasst bis zu 100000 Menschen, 25000 in der Kirche mit freitragendem Dach und 75000 auf dem Außengelände des 30-Hektar-Anwesens.
Der Priester Rossi ist in Brasilien eine Symbolfigur für die katholische Charismatische Bewegung. In seinen Gottesdiensten nutzt er viel Musik und übernimmt so teilweise Formen, die in ganz Lateinamerika vor allem von protestantischen evangelikalen Kirchen und Sekten eingesetzt werden. Mit diesen sind sie in den letzten Jahren auf dem Subkontinent äußerst erfolgreich und haben den traditionellen Einfluss der katholischen Kirche geschwächt. Laut Religionswissenschaftlern sind wegen Rossi viele Gläubige in die katholische Kirche zurückgekehrt oder in ihr geblieben.
Mit Fernseh- und Radioprogrammen nutzt Rossi auch die modernen Medien zur Evangelisation und erreicht damit täglich hunderttausende Menschen, inzwischen auch in weiteren Ländern. Durch das offene Reden über Probleme der Bevölkerung fühlen sich zahlreiche Hörer und Zuschauer angesprochen. Außerdem dreht er religiöse Spielfilme und nimmt Alben mit religiöser Musik auf, welche zu den meistverkauften des Landes gehören. Die damit verbundenen Einnahmen sollen alle sozialen Einrichtungen oder dem Bau der neuen Kirche zukommen.

## CDs
- Músicas para louvar ao Senhor (1997)
- Um presente para Jesus (1999)
- Canções para um Novo Milênio (2000)
- Paz (2001)
- Anjos (2002)
- Maria, Mãe do Filho de Deus (2003)
- Minha Bênção (2006)

## Filme
- Maria, Mãe do Filho de Deus (2003) in der Internet Movie Database
- Irmãos de Fé (2005) in der Internet Movie Database